# Madarat termő fa

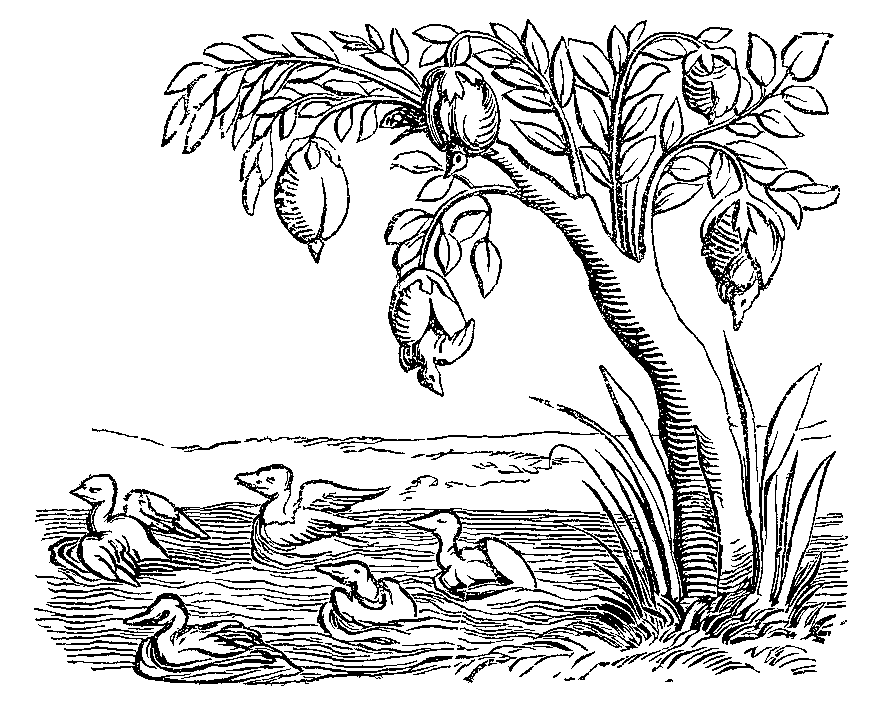
A madarakat termő fa ábrázolása 1552-ből

A madarat termő fa leginkább a középkorban híressé vált legendás növény, amiről azt tartották, hogy a termése vízbe érve kacsává, lúddá, vagy más vízimadárrá változik, de más madarak is szóba kerültek vízparti fák terméseként. Ennek magyarázata, hogy a régmúltban nem folytattak kellően alapos természettudományos megfigyeléseket, ezért sok állat életmódjáról, így a madarak költési és vándorlási szokásairól sem voltak kellő ismeretek, hanem a felületes szemlélődés után azokhoz mindenféle babonás, fantasztikus elemet költöttek, jelen esetben ezzel magyarázták, hogy bizonyos madarak évszakonként el-, majd újra feltűnnek.
A „madarakat termő fa” főleg Gervasius von Tilbury révén terjedt el az 1200-as években, ezt a mesét aztán több más természetíró is átvette, mint Vincent de Beauvais vagy Albertus Magnus. Gervasius kortársa, Giraldus Cambrensis annyival változtatott rajta, hogy ő az uszadékfákon megtelepedő Lepas anatifera rákfélét vélte „madárcsírának”, emiatt századokon át tartotta magát a legenda, még a 17. században is kész tényként vették a ma már komikusnak ható madarakat termő fát. A modern természettudományos megfigyelések azonban az összes ilyen legendás növény létezését, mint a hasonló tatár bárányfű megcáfolták.